# Drepanogynis vara
Drepanogynis vara là một loài bướm đêm trong họ Geometridae.